# ジェイムズロス海峡

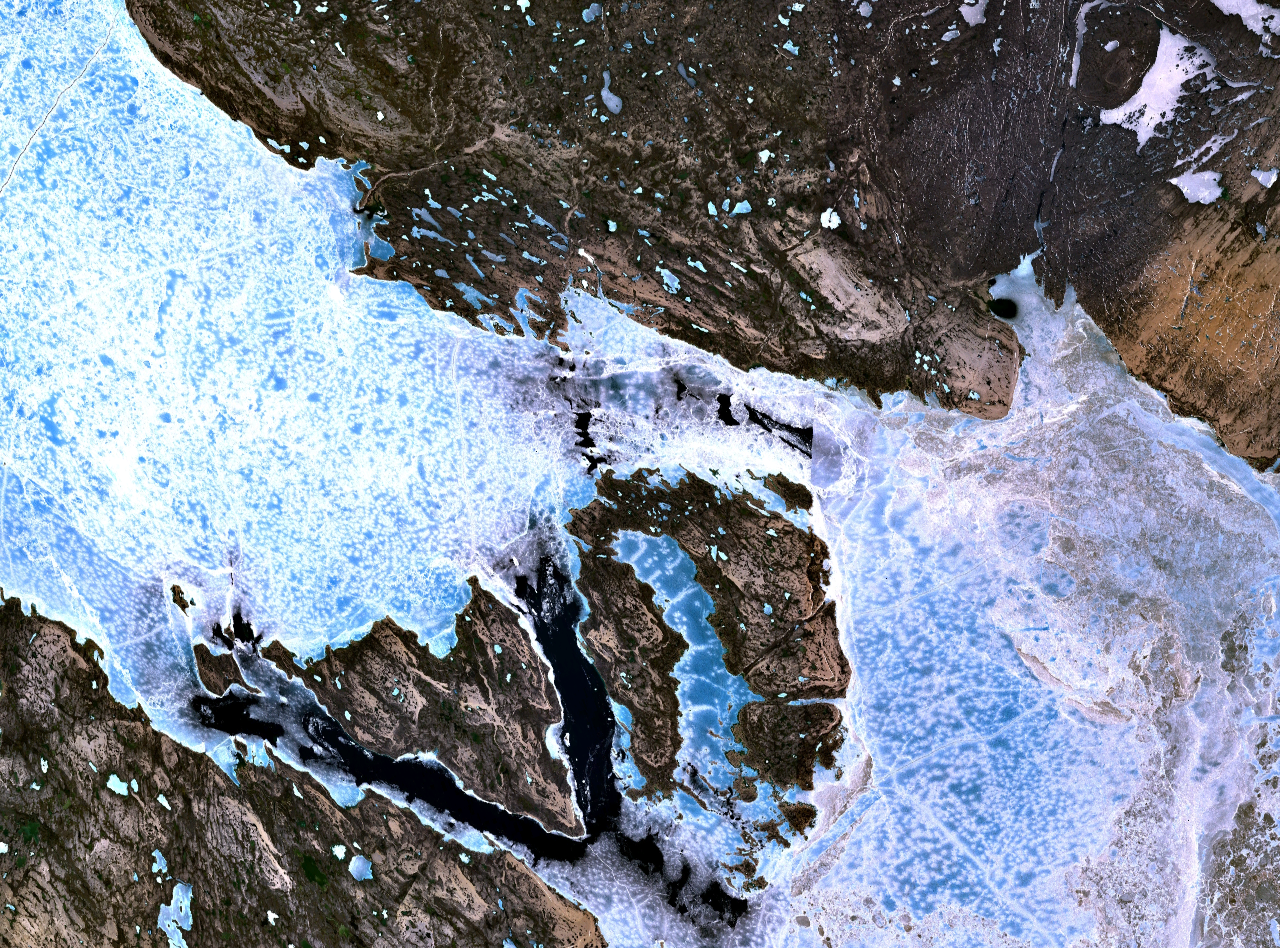
ランドサットの衛星写真

ジェイムズロス海峡 (James Ross Strait) はカナダ、ヌナブト準州のキングウィリアム島とブーシア半島の間の海峡である。名前は北極探検家ジェイムズ・クラーク・ロスにちなむ。マクリントック海峡とレイ海峡とを結んでいる。
北西航路探索を行った多くの極地探険家がこの海峡を通った。その中にはジョン・フランクリンやロアール・アムンセンがいる。
海峡内にはクラレンス諸島、テネント諸島、ビヴァリー島、マティ島がある。